# 坪内家定
坪内 家定（つぼうち いえさだ）は、安土桃山時代から江戸時代初期の武将。豊臣秀吉に仕えた前野長康は伯父にあたる。

## 生涯
はじめ織田信長に仕える。天正10年（1582年）甲州征伐では織田信忠軍に属し、高遠城攻めに功があった。信長没後は織田信雄に属し、天正12年（1584年）小牧・長久手の戦いでは滝川雄利と共に松ヶ島城に籠もり、のち徳川家康に召されて生駒氏の守る小折砦への援軍を命じられ、忍者3人を討ち取った。天正18年（1590年）奥州仕置では伯父長康と共に陸奥国へ派遣される。道中で加藤光泰配下の失態により蜂起した一揆に包囲されたが、これを返り討ちにしている。文禄元年（1592年）文禄の役では長康や弟たちと密かに渡海し、釜山浦攻めで武功を挙げた。前後して徳川家康に仕え、慶長5年（1600年）関ヶ原の戦いでは父らと共に井伊直政麾下として活躍。戦後、父の家督を継ぎ鉄砲頭となった。慶長19年（1614年）からの大坂の陣にはいずれも一族とともに従軍。寛永3年（1626年）徳川秀忠の上洛に随行。寛永11年（1634年）水口城番となった。